# 北村浩一
北村 浩一（きたむら こういち、1968年2月16日 - ）は、オウム真理教の信者。愛知県出身。ホーリーネームはカッサパ。省庁制が採用された後は、「自治省次官」となった。

## 来歴
愛知県内の私立高校2年生の時、バイクに乗っていたので退学させられた。その後無職生活を送っていたが、麻原彰晃の著作に触れ、オウム神仙の会に入信、1987年11月に出家した。
薬剤師リンチ殺人事件では被害者の遺体焼却に関与し、地下鉄サリン事件の散布役の広瀬健一の送迎を担当した。特別指名手配を受け、複数の逃亡信者とともに1年半余り潜伏した後、1996年11月に埼玉県所沢市のマンションに潜伏していたことが判明し、同月14日逮捕される。
裁判では、「記憶にない」「わからない」「説明が難しい」「考えたことがない」を連発した。1997年2月に脱会届を教団に提出したが、1999年3月、自身の第19回公判において閉廷直前に突然「言いたいことがあるんですが」と切り出し「脱会届は刑罰減を狙って書いたもので本心ではない。今でも麻原尊師を尊敬している」と麻原への帰依を宣言した。検察より無期懲役が求刑され、一・二審とも求刑通りの判決が下った。2003年10月14日に最高裁で無期懲役が確定した。地下鉄サリン事件に関与した人物の判決が確定したのは林郁夫に次いで2番目で、最高裁判決として確定したのは初めてである。

## 関連事件
- 薬剤師リンチ殺人事件
- 地下鉄サリン事件
- オウム真理教事件